# 丹尼·奥谢
丹尼·奥谢（英語：Danny O'Shea，1945年6月15日—），加拿大男子冰球运动员，场上位置是中锋。他曾代表加拿大参加1968年冬季奥林匹克运动会冰球比赛，获得一枚铜牌。